# Союз МС-24
Союз МС-24 (№ 755) — российский транспортный пилотируемый космический корабль серии «Союз МС» семейства «Союз», запуск которого к Международной космической станции состоялся 15 сентября 2023 года с помощью ракеты-носителя «Союз-2.1а» со стартовой площадки № 31 космодрома Байконур. Во время полёта на МКС доставлены три участника космической экспедиции МКС-69/70/71. 6 апреля 2024 года корабль успешно приземлился в районе казахстанского города Жезказган с экипажем экспедиции посещения ЭП-21 Мариной Василевской и Олегом Новицким, а также астронавтом НАСА Лорел О’Хара.

## Экипаж
| Космонавт              | Должность                    | № полёта        | Организация                       |
| Основной экипаж        | Основной экипаж              | Основной экипаж | Основной экипаж                   |
| ---------------------- | ---------------------------- | --------------- | --------------------------------- |
| Олег Кононенко         | Командир ТПК «Союз МС»       | 5               | Роскосмос                         |
| Николай Чуб            | бортинженер                  | 1               | Роскосмос                         |
| Лорел О’Хара           | бортинженер                  | 1               | НАСА                              |
| Дублёры                |                              |                 |                                   |
| Алексей Овчинин        | Командир ТПК «Союз МС»       | 4               | Роскосмос                         |
| Трейси Колдвелл-Дайсон | Бортинженер                  | 3               | НАСА                              |
| Экипаж посадки         |                              |                 |                                   |
| Олег Новицкий          | Командир ТПК «Союз МС»       | 4               | Роскосмос                         |
| Марина Василевская     | Участник космического полёта | 1               | Белорусское космическое агентство |
| Лорел О’Хара           | бортинженер                  | 1               | НАСА                              |

Основной и дублирующие экипажи ТПК «Союз МС-24» готовились к полёту на корабле «Союз МС-23» в марте 2023 года, но в связи с аварией 15 декабря 2022 года в системе терморегулирования ТПК «Союз МС-22», находящегося на орбите, Роскосмос принял решение о беспилотном запуске 20 февраля 2023 года ТПК «Союз МС-23» для возвращения экипажа на Землю.
11 января 2023 года исполнительный директор Роскосмоса по пилотируемым космическим программам Сергей Крикалёв заявил, что экипаж корабля, который готовился к полёту на ТПК «Союз МС-23» в составе космонавтов Роскосмоса Олега Кононенко и Николая Чуба, а также астронавта НАСА Лорал О’Хару полетит на Международную космическую станцию осенью 2023 года на корабле «Союз МС-24».
Весной 2023 года Олег Кононенко и Николай Чуб прошли подготовку в Космическом центре имени Л. Джонсона (город Хьюстон, США), где изучали американский сегмент МКС. Космонавты также приняли участие в совместных тренировках с экипажем миссии Crew-7 по выходу из аварийных ситуаций на борту МКС. Дополнительно Олег Кононенко провёл тренировки в гидролаборатории для отработки, в случае необходимости, совершения выхода в открытый космос в американском скафандре вместе с астронавтом НАСА. С 5 июня космонавты Кононенко и Чуб продолжили подготовку в ЦПК имени Ю. А. Гагарина.
В качестве индикатора невесомости выбрана «чайка» — символ Московского Художественного театра имени А. П. Чехова. 11 июля 2023 года художественный руководитель МХТ Константин Хабенский передал индикатор невесомости Олегу Кононенко. На ракету-носитель «Союз-2.1а» будет нанесено изображение мхатовской чайки. Роскосмос и МХТ имени А. П. Чехова установили новую традицию — каждый экипаж перед полётом на МКС теперь будет посещать спектакль МХТ.
15 августа Главная медицинская комиссия рекомендовала вывести космонавта Олега Платонова из состава дублирующего экипажа «Союз МС-24». Космонавт Роскосмоса Алексей Овчинин и астронавт НАСА Трейси Дайсон продолжают подготовку к дублированию основного состава. Алексей Овчинин дублирует как Олега Кононенко, так и Николая Чуба.
29 августа основной и дублирующий экипажи экспедиции МКС-70/71 прибыли на Байконур для предстартовой подготовки к полёту. 30 августа экипажи провели первую «примерку» корабля: примерили и протестировали на герметичность спасательные скафандры, заняли места в корабле для проверки служебного оборудования, знакомства с бортовой документацией и доставляемыми на МКС грузами.
14 сентября государственная комиссия утвердила основной и дублирующий экипажи пилотируемого корабля «Союз МС-24» и подтвердила готовность ракеты-носителя «Союз-2.1а» и наземной инфраструктуры к пуску.

## Подготовка корабля и ракеты-носителя

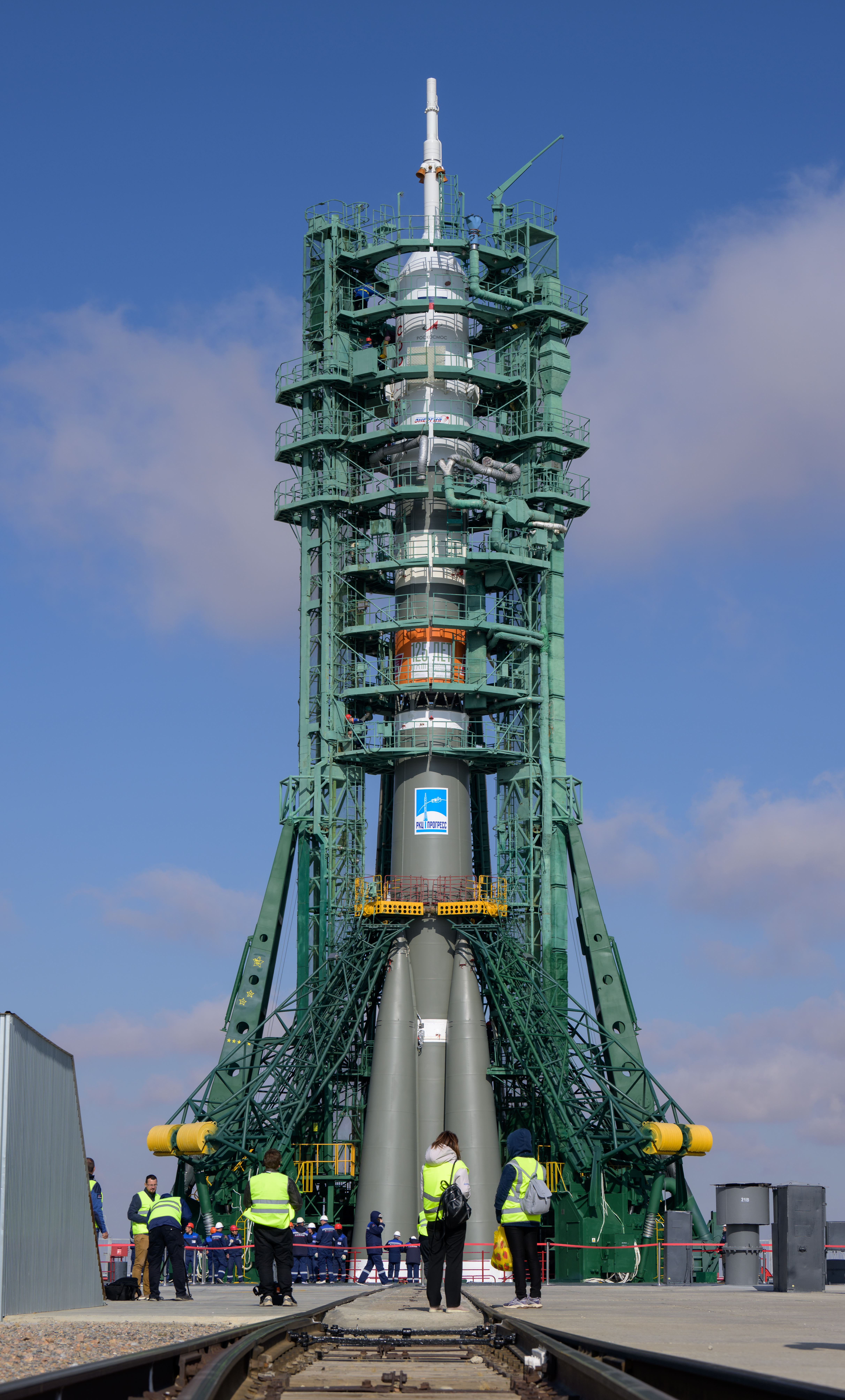
Ракета-носитель «Союз-2.1а» с ТПК «Союз МС-24» перед стартом

13 декабря 2022 года ТПК «Союз МС-24» был доставлен на технический комплекс космодрома Байконур для проведения штатной подготовки в соответствии с программой полета Международной космической станции. С 10 по 15 августа 2023 года корабль прошёл испытания на герметичность в вакуумной камере. 21 августа была выполнена плановая операция контрольной засветки солнечных батарей системы бортового электропитания корабля. 31 августа — 1 сентября корабль был заправлен топливными компонентами и сжатыми газами. 7 сентября проведена накатка головного обтекателя на корабль.
11 сентября проведена общая сборка ракеты космического назначения «Союз-2.1а» с кораблём «Союз МС-24». На ракету-носитель нанесены изображения посвящённые 130-летию города Новосибирск, 125-летию Московского Художественного театра имени А. П. Чехова, 105-летию министра общего машиностроения СССР Сергея Афанасьева и Международной выставке-форуму «Россия».
12 сентября ракета-носитель «Союз-2.1а» была транспортирована на стартовый комплекс 31-й площадки космодрома Байконур и установлена на стартовом столе.

## Полёт

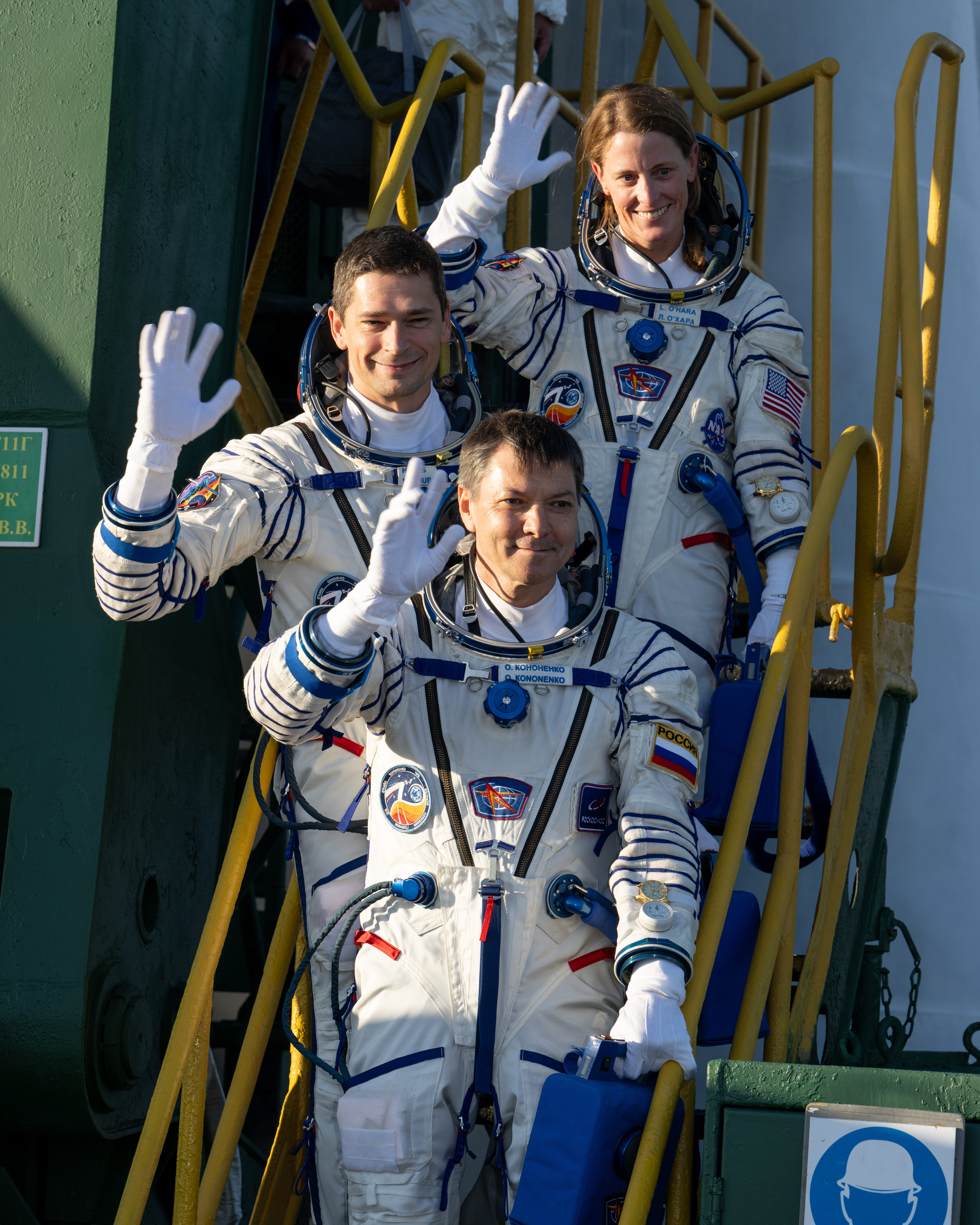
Экипаж ТПК «Союз МС-24» перед стартом

Запуск состоялся 15 сентября 2023 года в 15:44:35.417 UTC (18:44:35 мск) с помощью ракеты-носителя «Союз-2.1а» с космодрома Байконур. Полёт до МКС проходил по двухвитковой схеме. Корабль пристыковался к модулю «Рассвет» 15 сентября 2023 года в 18:53:33 UTC (21:53:33 мск).
Корабль доставил на МКС участников длительных экспедиций МКС-69/70/71 космонавтов Роскосмоса Олега Кононенко и Николая Чуба, астронавта НАСА Лорал О’Хара. Также на корабле доставлено на станцию около 120 кг грузов, в том числе фото- и видеоаппаратура, носители информации, бортовая документация, расходные материалы, личные вещи космонавтов, рационы питания, свежие продукты, укладки для проведения научных экспериментов «Экон-М», «Взаимодействие-2», «МСК-2», «Фаген» и «Цитомеханариум».
25—26 октября космонавты Олег Кононенко и Николай Чуб совершили выход в открытый космос продолжительностью 7 часов 41 минута 30 секунд, в ходе которого отключили гидравлические контуры дополнительного радиационного теплообменника модуля «Наука», в том числе негерметичный, из которого произошла утечка теплоносителя 9 октября 2023 года. Осмотрели и сфотографировали место негерметичности на радиаторе для выяснения специалистами на Земле причин возникновения утечки. Затем космонавты установили и подключили радиолокатор на пассивном устройстве фиксации УФП-2 на модуле «Наука» для проведения эксперимента «Напор-миниРСА», а также запустили студенческий наноспутник «Парус-МГТУ».
Запланированная продолжительность полёта российских членов экипажа — 375 суток. Намечены четыре выхода в открытый космос по российской программе, экипаж за время полёта должен принять четыре грузовых корабля «Прогресс МС» и провести научно-прикладные исследования.
6 апреля 2024 года О’Хара возвратилась на Землю на корабле «Союз МС-24» вместе с участниками экспедиции посещения ЭП-21 космонавтом Олегом Новицким и участницей космического полёта из Республики Беларусь Мариной Василевской, чей полёт к МКС начался 23 марта 2024 года на ТПК «Союз МС-25». В 10:17 по московскому времени спускаемый аппарат корабля «Союз МС-24» приземлился в районе казахстанского города Жезказган. Длительность полёта корабля «Союз МС-24» составила 203 суток 15 часов 33 минуты 12 секунд.
6 апреля 2024 года О’Хара возвратилась на Землю на корабле «Союз МС-24» вместе с экспедицией посещения ЭП-21 космонавтом Олегом Новицким и участницей космического полёта из Республики Беларусь Мариной Василевской, чей полёт к МКС начался 23 марта 2024 года на ТПК «Союз МС-25». В 10:17 по московскому времени спускаемый аппарат корабля «Союз МС-24» приземлился в 147 км юго-восточнее казахстанского города Жезказган. Длительность полёта корабля «Союз МС-24» составила 203 суток 15 часов 32 минуты.
25 апреля 2024 года космонавты Олег Кононенко и Николай Чуб совершили выход в открытый космос продолжительностью более 4 часов, в ходе которого космонавты перенесли адаптер со служебного модуля «Звезда» на модуль «Поиск». Затем на модуле «Поиск» установили и подключили научную аппаратуру «Кварц» на адаптере и научную аппаратуру «ТКК-КМ» на платформе с адаптерами. Также на модуле «Наука» космонавты дораскрыли вторую панель малогабаритного радиолокатора, предназначенного для наблюдения Земли в рамках эксперимента «Напор-миниРСА», демонтировали один из двух контейнеров научного оборудования «Биориск-МСН», взяли пробы-мазки с поверхности модуля «Наука» в интересах эксперимента «Тест».
Космонавты Олег Кононенко и Николай Чуб продолжили работу на станции до сентября 2024 года и  приземлились на корабле «Союз МС-25», после их годового пребывания на станции.